# ضم غور الأردن
ضم غور الأردن هو تطبيق للمقترح الإسرائيلي بفرض السيادة الإسرائيلية على غور الأردن. دعا بعض السياسيين الإسرائيليين إلى هذه الفكرة منذ بدء الاحتلال الإسرائيلي للضفة الغربية في عام 1967، وكان أبرزها ضمن خطة آلون عام 1967 وخطة نتنياهو عام 2019.

## غور الأردن
بحسب منظمة بتسيلم، يعيش في المنطقة نحو 65,000 فلسطيني وحوالي 11,000 مستوطن إسرائيلي. وفقًا لـمنظمة السلام الآن، يشمل الاقتراح 30 مستوطنة مع 12,778 مستوطنًا إسرائيليًا، و 18 بؤرة استيطانية إسرائيلية غير قانونية، و15 منطقة تقع ضمن تصنيفي أ وب، يسكنها نحو 44,175 فلسطينيًا و 48 مضربًا للبدو في المنطقة ج يسكنها نحو 8,775 فلسطينيًا. تبلغ المساحة المراد ضمها حوالي 22% من الضفة الغربية، تشكل المنطقة "ج" منها نحو 90% و20% من الأراضي مملوكة ملكية خاصة لفلسطينيين.

## مقترحات

### خطة آلون
بعد فترة وجيزة من حرب 1967، صاغ الوزير الإسرائيلي إيغال آلون خط سميت باسمه «خطة آلون» لتقسيم الضفة الغربية بين إسرائيل والمملكة الأردنية الهاشمية، إقامة دولة درزية في هضبة الجولان الواقعة تحت الاحتلال الإسرائيلي، وإعادة غالبية شبه جزيرة سيناء إلى السيطرة العربية. كان الهدف العام للخطة هو ضم معظم غور الأردن من النهر إلى المنحدرات الشرقية لحافة تلال الضفة الغربية، والقدس الشرقية وجوش عتصيون إلى إسرائيل. بينما الأجزاء المتبقية من الضفة الغربية، والتي يقطن فيها غالبية السكان الفلسطينيين، كانت ستصبح تحت الحكم الذاتي الفلسطيني، أو ستعود إلى الأردن، بما في ذلك ممر إلى الأردن من خلال أريحا. رفض الملك الأردني الحسين بن طلال الخطة. وتوفي آلون في عام 1980، وفي السنة التالية صادقت الحكومة الإسرائيلية على قانون مرتفعات الجولان، لتضم فعليًا إلى إسرائيل.

### خطة نتانياهو
في 10 سبتمبر 2019، وقبل أسبوع من الانتخابات التشريعية الإسرائيلية في سبتمبر 2019، أعلن نتنياهو عن خطة حكومته لضم غور الأردن، وسيطبقها إذا فاز في الانتخابات. الخريطة التي عرضها نتنياهو للمنطقة التي سيتم ضمها، فيها العديد من الأخطاء، خصوصًا موقع العديد من المستوطنات الإسرائيلية وحذف القرى الفلسطينية. ذكر نتنياهو إنه تلقى ضوءًا أخضر من إدارة دونالد ترامب الأمريكية، والتي قالت إنه لم يكن هناك أي تغيير في سياسة الولايات المتحدة.
في اليوم التالي، كانت هناك إدانة دولية للاقتراح من الفلسطينيين وجامعة الدول العربية والسعودية والأردن وتركيا والمملكة المتحدة والأمم المتحدة. كما قالت الأمم المتحدة:«.. أن أي خطوة إسرائيلية لفرض سيادتها على الأراضي الفلسطينية من شأنه أن تكون غير قانونية بموجب القانون الدولي». وصف العديد من السياسيين الإسرائيليين من مختلف الأطياف السياسية ووسائل الإعلام العبرية هذا الإعلان بأنه حيلة سياسية للتصويت. كان أبرزهم موشيه يعلون، عضو الكنيست من ائتلاف أزرق أبيض، الذي قال: أن نتنياهو وافق عام 2014 مبدئيًا على إخلاء مستوطنات غور الأردن. في عام 2014، كان يعلون عضوًا في حزب الليكود، وعمل تحت قيادة نتنياهو وزيرًا للدفاع.
أعلن بنيامين نتانياهو في 13 أغسطس 2020 بأنه يُوافق على تعليق خطة الضم بعد توقيع معاهدة السلام الإماراتية الإسرائيلية، والتي حصلت بوساطة أمريكية.